# Trychosis picta
Trychosis picta är en stekelart som först beskrevs av Thomson 1873.  Trychosis picta ingår i släktet Trychosis och familjen brokparasitsteklar. Inga underarter finns listade i Catalogue of Life.